# 佐糠町
佐糠町（さぬかまち）は、福島県いわき市にある大字である。郵便番号は974-8223。

## 地理
いわき市南部の勿来地区に属する。北で東田町、東で岩間町、西で錦町、植田町とそれぞれ隣接する。概ね町村制施行以前の菊多郡佐糠村の流れを汲む地域である。二級水系鮫川と支流の渋川の河口部左岸の平地を主な範囲とし南側で太平洋に面する。平野部は植田地区の東側の市街地として住宅地が広がり、沿岸部には発電所も立地する。植田町内に所在するいわき南警察署及び錦町に所在する勿来消防署がそれぞれ管轄にあたる。

### 主な字
字
複数の字を持つが、地名の表記に「字」の文字は使用されない。
- 八反田
- 碇田
- 荒屋

- 一丁目
- 二丁目
- 三丁目

- 東一丁目
- 東二丁目

### 河川
- 鮫川
  - 渋川
- 塚原川

## 歴史
- 1879年1月27日 - 泉藩領佐糠村が福島県内における郡区町村制の施行により菊多郡の村となる[4]。
- 1889年4月1日 - 町村制の施行により佐糠村が石塚村、江畑村、添野村、植田村、東田村、岩間村、小浜村、後田村、高倉村、仁井田村と合併し、菊多郡鮫川村が新たに発足する。旧佐糠村域は鮫川村の大字となる[4]。
- 1896年4月1日 - 菊多郡と周辺郡との合併により石城郡が発足し、石城郡鮫川村となる[4]。
- 1923年4月10日 - 鮫川村が名称変更の上で町制施行し、植田町の大字となる[4]。
- 1955年4月29日 - 植田町が山田村、錦町、川部村、勿来町と合併、勿来市が新たに発足し、勿来市の大字となる[4]。
- 1966年10月1日 - 勿来市が平市・常磐市・内郷市・磐城市、石城郡小川町・遠野町・四倉町・川前村・田人村・好間村・三和村、双葉郡久之浜町・大久村と合併しいわき市となり、いわき市勿来地区の大字となる[4]。

## 世帯数と人口
2023年10月31日現在の世帯数と人口は以下の通りである。
| 大字   | 世帯数   | 人口   |
| ------ | -------- | ------ |
| 佐糠町 | 1259世帯 | 2813人 |

## 小・中学校の学区
市立小・中学校に通う場合、学区は以下の通りとなる。
| 番地 | 小学校               | 中学校               |
| ---- | -------------------- | -------------------- |
| 全域 | いわき市立植田小学校 | いわき市立植田中学校 |

## 交通

### 道路
- 国道6号常磐バイパス
  - 佐糠橋
- 茨城県道・福島県道10号日立いわき線
- 福島県道20号いわき上三坂小野線
  - 志富川橋
- 福島県道239号泉岩間植田線

## 施設
- 常磐共同火力勿来発電所
- ヨークベニマル 植田店
- マルト 東田店
- サンドラッグ 植田店
- 福島日産自動車 いわき植田店